# Maison des cultures du monde
La Maison des cultures du monde – Centre français du patrimoine culturel immatériel (CFPCI) est une association loi de 1901 qui a pour but de favoriser les échanges et les dialogues entre les formes d’expression et les identités culturelles des peuples du monde ainsi que de promouvoir la diversité culturelle. Fondée en  1982 à l’inspiration de Chérif Khaznadar, elle est l'une des associations françaises référentes en matière de patrimoine culturel immatériel et offre une scène permanente aux formes traditionnelles du spectacle.
Reconnue internationalement pour son ingénierie culturelle, son savoir-faire en matière de prospection sur le terrain et sa programmation (expositions, performances, rencontres, concerts, spectacles, rituels...), son siège est situé Boulevard Raspail à Paris, où depuis 1982 elle exploite le théâtre de l'Alliance française. Il s'y organise de nombreux spectacles, rencontres et conférences dont une partie du Festival de l'imaginaire, les cycles « Alliances en résonance », etc.

## Activités

### Festival de l'Imaginaire

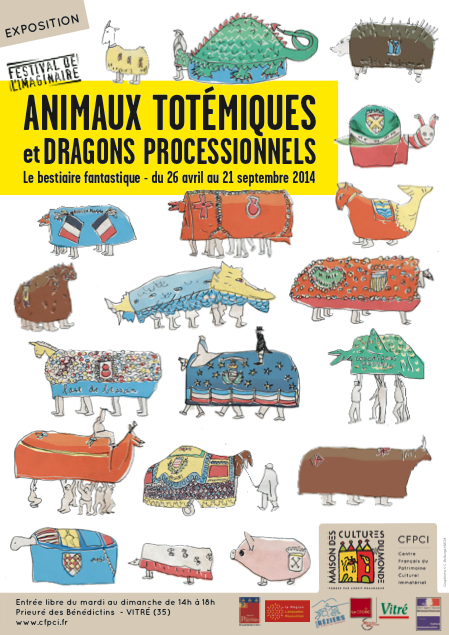
Affiche de l'exposition Animaux totémiques et dragons processionnels (2014)

Créé en 1997 à Paris, le Festival de l'imaginaire permet chaque année de découvrir la diversité des cultures du monde entier – traditionnelles ou modernes, savantes ou populaires, rurales ou urbaines – en présentant spectacles, concerts, performances et rituels dans de nombreux lieux de la capitale française : Maison des cultures du monde, Amphithéâtre Bastille de l’Opéra national de Paris, Institut du monde arabe, Musée et Auditorium du Louvre, Musée du Quai Branly, Théâtre du Soleil, Théâtre Équestre Zingaro, ... 
« Manifestation dont il n’existe pas d’équivalent dans le monde, [...] elle offre chaque année au public l’occasion de faire le tour du globe sans quitter Paris », Raphaël de Gubernatis, Le Nouvel Observateur, 3 avril 2014.

### Éducation culturelle
Chaque année, la Maison des cultures du monde invite les élèves à un voyage au cœur de l’imaginaire des peuples à travers son programme Éducation Culturelle. Cette approche propose de sensibiliser les jeunes consciences en leur faisant découvrir les patrimoines culturels du monde entier à travers une série de spectacles éducatifs qui sont autant de parcours à la découverte de l’Autre.

### Ethnoscénologie

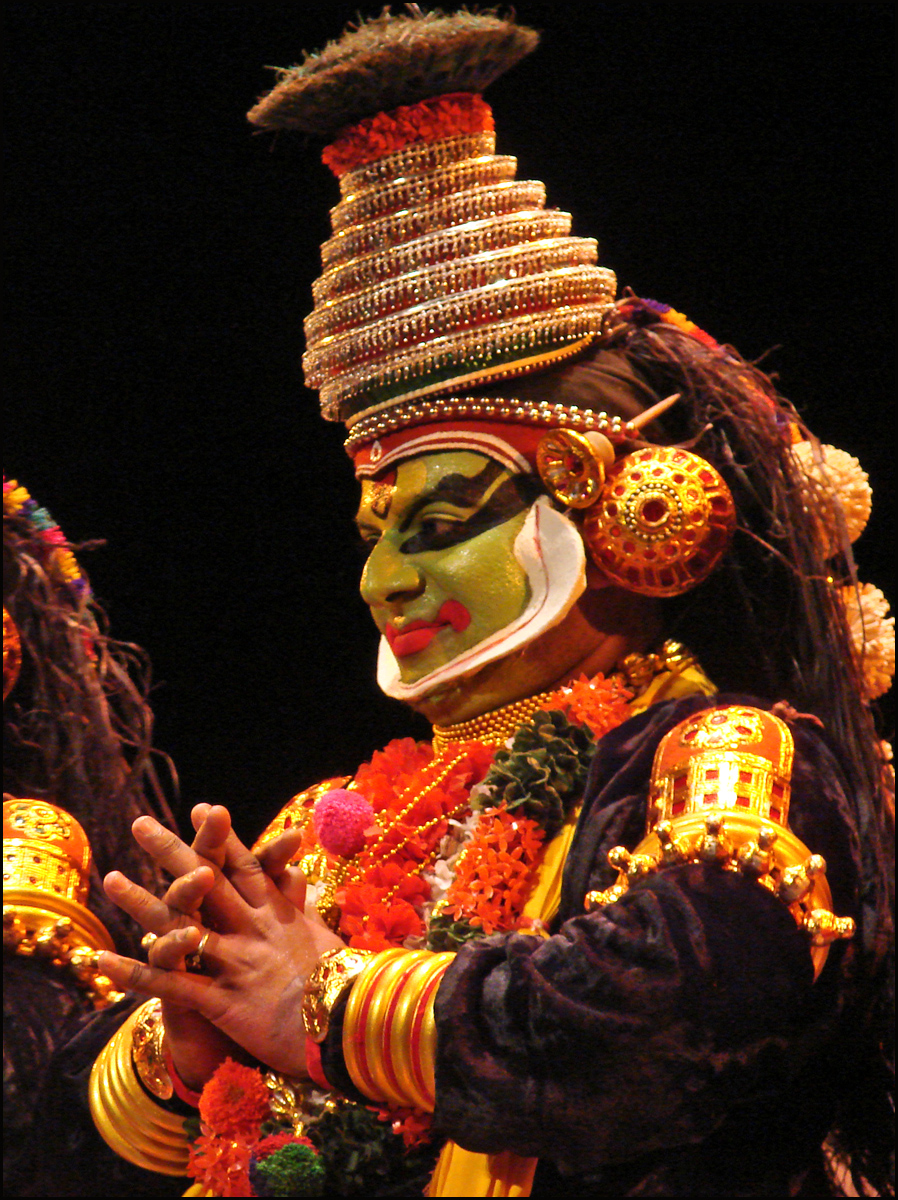
Krishnanattam, spectacle rituel du Kerala (Inde) par la troupe du grand temple de Guruvayur

La Maison des Cultures du Monde et le Laboratoire de recherche spécialisé dans l'étude des pratiques du spectacle de l'Université de Paris VIII-Saint-Denis fondent en 1995 l'ethnoscénologie, une nouvelle discipline anthropologique dédiée aux pratiques performatives d'une ethnie dans leur diversité, sans souci d'échelle de valeurs ni d'exclusion.
Nombre de colloques, rencontres, séminaires, ateliers et présentations de spectacles doublés de l'étude de leurs formes ont eu lieu depuis cet acte de naissance à Paris.

### Label discographique INEDIT
Fondé en 1985 par Françoise Gründ et dirigé de 1999 à 2016 par Pierre Bois, le label INEDIT est le reflet des découvertes musicales proposées par la Maison des Cultures du Monde et une grande part de son catalogue illustre la problématique de « l'ethnomusicologie d'urgence » : celle de la sauvegarde d’une mémoire et d’une culture musicale menacées.
Captations de concerts (notamment lors du Festival de l'Imaginaire), enregistrements de terrain réalisés par des ethnomusicologues et opérations de sauvegarde de patrimoines musicaux menacés de disparition,,,ont valu à la collection plus de 200 récompenses dont plusieurs prix de l'Académie du disque Charles Cros.

### Édition
La Maison des cultures du monde coédite avec Babel (Actes Sud) la revue Internationale de l'Imaginaire,. Fondée par le sociologue Jean Duvignaud et dirigée par Chérif Khaznadar, cette publication cherche à faire connaître les différents visages de la créativité humaine et réunit pour chaque numéro des artistes, écrivains et spécialistes du spectacle autour d'un thème et d'une réflexion commune,.
L'association a également publié en 2007, dans une édition limitée et non commercialisée, La Merveilleuse Histoire du Théâtre de l’Alliance Française,, à l’occasion du cinquantième anniversaire de cette dernière. 

### Centre français du patrimoine culturel immatériel (CFPCI)
En 2005, la Maison des cultures du monde inaugure le Centre de documentation sur les spectacles du monde – 
le futur CFPCI – dans l’aile nord du prieuré Notre-Dame de Vitré, mis à sa disposition par la Ville de Vitré en Bretagne. Cette antenne culturelle décentralisée réunit non seulement les archives de la Maison des cultures du monde, mais également celles du Festival des Arts Traditionnels de Rennes.

### Fonds documentaire Ibn Battuta
Dans le cadre du plan de numérisation du ministère de la Culture, plus de 13 000 documents parmi les 60 000 que compte le CFPCI sont aujourd'hui accessibles en ligne via la base de données Ibn Battuta.
Cette base permet de consulter gratuitement des notices documentaires concernant des formes de spectacle vivant traditionnelles, mais également plusieurs milliers de photographies ainsi que des captations vidéo intégrales. Elle comporte un thésaurus documentaire développé en interne sur la musique, la danse, les arts du spectacle, les rituels, l'ethnomusicologie, etc.,

### Spectacles du monde (archives audiovisuelles)
En 2009, un fonds d’archives audiovisuelles des musiques et traditions du monde a été mis en place conjointement par la Maison des cultures du monde, la Cité de la Musique, le Musée du quai Branly, le Théâtre de la Ville de Paris, la Fondation Royaumont, le Festival d'Île-de-France et les Orientales à Saint-Florent-le-Vieil.
La dispersion de ces fonds et de leurs références rendant peu aisé leur accès, ces institutions ont décidé de partager leurs archives par l'intermédiaire d'un portail Internet qui permet de consulter leurs documents numérisés. Les recherches peuvent s'effectuer à partir de nombreux critères : artistes, instruments, pays, aires culturelles, groupes ethnolinguistiques, types de spectacles, lieux et dates d’exécution, etc.

### Formations
Chaque année, la Maison des Cultures du Monde fait une offre en formations au Patrimoine culturel immatériel, à destination des professionnels de la culture.